# Italia en los Juegos Olímpicos de Salt Lake City 2002
Italia estuvo representada en los Juegos Olímpicos de Salt Lake City 2002 por un total de 109 deportistas que compitieron en 12 deportes.  
La portadora de la bandera en la ceremonia de apertura fue la esquiadora alpina Isolde Kostner.

## Medallistas
El equipo olímpico italiano obtuvo las siguientes medallas:
| Nombre                                                          | Deporte                              | Competición                |
| --------------------------------------------------------------- | ------------------------------------ | -------------------------- |
| Oro                                                             |                                      |                            |
| Daniela Ceccarelli                                              | Esquí alpino                         | Supergigante F             |
| Stefania Belmondo                                               | Esquí de fondo                       | 15 km M                    |
| Gabriella Paruzzi                                               | Esquí de fondo                       | 30 km F                    |
| Armin Zöggeler                                                  | Luge                                 | Individual M               |
| Plata                                                           |                                      |                            |
| Isolde Kostner                                                  | Esquí alpino                         | Descenso F                 |
| Stefania Belmondo                                               | Esquí de fondo                       | 30 km F                    |
| Giorgio Di Centa Fabio Maj Pietro Piller Cottrer Cristian Zorzi | Esquí de fondo                       | 4 × 10 km M                |
| Michele Antonioli Maurizio Carnino Fabio Carta Nicola Rodigari  | Patinaje de velocidad en pista corta | 5000 m relevos M           |
| Bronce                                                          |                                      |                            |
| Karen Putzer                                                    | Esquí alpino                         | Supergigante F             |
| Cristian Zorzi                                                  | Esquí de fondo                       | Velocidad M                |
| Stefania Belmondo                                               | Esquí de fondo                       | 10 km F                    |
| Barbara Fusar-Poli Maurizio Margaglio                           | Patinaje artístico                   | Danza sobre hielo          |
| Lidia Trettel                                                   | Snowboard                            | Eslalon gigante paralelo F |